# Xavier Molist Berga
Xavier Molist Berga, també conegut com a Xevi Molist o Molist (Girona, 6 de febrer de 1977), és un exfutbolista català i actual entrenador.
Com a futbolista va debutar el 1995 amb l'AEC Manlleu, d'on va ser fitxat pel filial del FC Barcelona. Sota les ordres de Bobby Robson va arribar a debutar amb el primer equip el 23 d'agost de 1996, contra l'Slovan Bratislava. Posteriorment va jugar cedit un any al Neuchâtel de la primera divisió suïssa, i a diversos clubs de Segona i Segona B com el CD Logroñés, CE Sabadell, CD Badajoz, Nàstic de Tarragona, Terrassa FC, FC Cartagena, Castelló, CF Badalona i l'Horta.
Acabada la seva carrera com a jugador, va iniciar la seva tasca d'entrenador dirigint el juvenil de l'Horta, club on s'havia retirat el 2014. Posteriorment, ha estat entrenador del CE Hospitalet, el Terrassa FC i la UE Sant Andreu.